# 樂獄
《樂獄》（英文：Bad Boy Symphony），是一部由《角頭》監製孫啟明執導，改編自真實故事，預計於2019年上映的動作熱血勵志電影。 《樂獄》也是第一部實景拍攝的少年監獄電影，大膽以此為題材是希望激勵迷途的青少年們「即使被貼標籤，絕對不願就此認輸」。領銜演出为林哲熹、紀言愷、程媛媛、范少勳、連凱。主演包括金士傑、蕭薔、宋少卿、包小松、歐陽倫、劉國劭、邱俊儒、康祥、陳昊森、陸翰陞、賴柏宇等。

## 演員列表

### 主要演員
| 演員姓名 | 角色名稱 | 介紹                                                                                   |
| 林哲熹   | 雷宇威   | 雷哥                                                                                   |
| 紀言愷   | 高少凡   | 高少                                                                                   |
| 范少勳   | 張仁揆   | 阿鬼，阿昆的哥哥                                                                       |
| 程媛媛   | 嚴書寧   | 新二院監獄交響樂團指導老師與指揮，因為哥哥曾被關入新二院而決定離開本來的樂團來當老師。 |
| 連凱     | 馮國俊   | 瘋狗俊，馮科長                                                                         |

### 其他演員
| 演員姓名 | 角色名稱           | 介紹                                                     |
| 金士傑   | 嚴團長             | 書寧的父親，很不贊同她到監獄教音樂，但最後的演出讓他改觀 |
| 蕭薔     | 關慧萍             | 新二院院長                                               |
| 宋少卿   | 秘書長             | 新二院秘書長                                             |
| 包小松   | 雷爸               |                                                          |
| 歐陽倫   | 陳政男（男優）     | 出獄後真的當了演員，但幾乎是龍套角色。                   |
| 劉國劭   | 林斯文（勞斯萊斯） | 出獄後真的開了勞斯萊斯，但是幫別人開車。                 |
| 邱俊儒   | 張文迪（迪迪）     | 出獄後做幼稚園老師，喜歡畫畫。                           |
| 康祥     | 阿奇               |                                                          |
| 陳昊森   | 小龍               | 出獄後到遊樂園打工，為了找回失去的童年。                 |
| 陸翰陞   | 小克               | 出獄後到遊樂園打工，為了找回失去的童年。                 |
| 賴柏宇   | 阿昆               | 阿鬼的弟弟，雷宇威的好兄弟。                             |
| 郗婧妍   | 黃曉悅             | 書寧的好友也是樂團成員，陪她到監獄教音樂。               |
| 沈威年   | 紅毛               |                                                          |

## 外部連結
- 樂獄的Facebook專頁